# James Cunnama
James Cunnama né le 27 avril 1983 à Pietermaritzburg en Afrique du Sud est un triathlète professionnel. Multiple vainqueur de compétition Ironman et Ironman 70.3.

## Biographie

### Jeunesse
Issue d'une famille très sportive, James Cunnama déménage en 2002 à Port Elizabeth afin d'étudier pour un diplôme en sciences du mouvement humain à l'Université métropolitaine Nelson Mandela. Il devient triathlète professionnel en 2008.

### Carrière en triathlon
En 2016 James Cunnama ajoute enfin la médaille d'or de l'Embrunman à son prestigieux palmarès après quatre places sur le podium entre 2009 et 2015. La partie natation est emmenée par le Français Romain Pasteur qui prend la tête de course avec deux compatriotes Étienne Diemunsch et le tenant du record de l'épreuve Hervé Faure, pris en chasse par le Sud-Africain qui dans une démonstration de force, rejoint la tête de course au pied de l'Izoard. Le Français conserve une minute et 50 secondes d'avance sur le Sud-Africain au départ du marathon. Rapidement la fraicheur physique dont il fait état, lui permet de combler son retard et de prendre le contrôle de la course au 7e kilomètre du marathon. Avance qui ne cesse de grandir jusqu’à la ligne d'arrivée que le triathlète multiple vainqueur d'épreuve internationale franchit en premier pour la première fois.

### Vie privée
James Cunamma se marie en mars 2016 à la triathlète professionnelle britannique Jodie Swallow.

## Palmarès
Le tableau présente les résultats les plus significatifs (podium) obtenus sur le circuit international de triathlon depuis 2009.
| Année | Compétition                    | Pays           | Position           | Temps           |
| ----- | ------------------------------ | -------------- | ------------------ | --------------- |
| 2019  | Ironman France                 | France         | Médaille d'or      | 7 h 16 min 16 s |
| 2017  | Ironman Hambourg               | Allemagne      | Médaille d'or      | 8 h 0 min 36 s  |
| 2017  | Ironman 70.3 Weymouth          | Royaume-Uni    | Médaille d'or      | 4 h 2 min 32 s  |
| 2017  | Ironman 70.3 Lanzarote         | Espagne        | Médaille d'or      | 3 h 47 min 7 s  |
| 2016  | Embrunman                      | France         | Médaille d'or      | 9 h 35 min 45 s |
| 2016  | Triathlon EDF Alpe d'Huez XL   | France         | Médaille d'or      | 5 h 58 min 2 s  |
| 2016  | Ironman France                 | France         | Médaille d'argent  | 8 h 30 min 35 s |
| 2015  | Embrunman                      | France         | Médaille de bronze | 9 h 57 min 39 s |
| 2015  | Ironman 70.3 Vietnam           | Viêt Nam       | Médaille d'or      | 3 h 51 min 29 s |
| 2015  | 5150 Coral Coast               | Australie      | Médaille d'or      | 1 h 33 min 21 s |
| 2014  | Ironman 70.3 East London       | Afrique du Sud | Médaille d'or      | 4 h 5 min 0 s   |
| 2013  | Ironman 70.3 Cozumel           | Mexique        | Médaille d'or      | 3 h 44 min 6 s  |
| 2013  | Challenge Walchsee-Kaiserwinkl | Autriche       | Médaille d'or      | 3 h 55 min 43 s |
| 2013  | Embrunman                      | France         |                    | 9 h 50 min 31 s |
| 2013  | Challenge Roth                 | Allemagne      | Médaille d'argent  | 8 h 4 min 13 s  |
| 2013  | Ironman Texas                  | États-Unis     | Médaille d'argent  | 8 h 27 min 35 s |
| 2012  | Challenge Roth                 | Allemagne      | Médaille d'or      | 7 h 59 min 59 s |
| 2011  | Ironman 70.3 Singapore         | Singapour      | Médaille d'argent  | 3 h 51 min 45 s |
| 2011  | Ironman 70.3 East London       | Afrique du Sud | Médaille d'argent  | 4 h 8 min 41 s  |
| 2011  | Ironman Port Elisabeth         | Afrique du Sud |                    | 8 h 13 min 18 s |
| 2010  | Ironman 70.3 Austin            | États-Unis     | Médaille d'argent  | 3 h 53 min 57 s |
| 2010  | Challenge Kraichgau            | Allemagne      | Médaille d'argent  | 3 h 56 min 28 s |
| 2010  | Ironman 70.3 Singapore         | Singapour      | Médaille d'argent  | 3 h 54 min 23 s |
| 2010  | Ironman Port Elisabeth         | Afrique du Sud | Médaille d'argent  | 4 h 9 min 34 s  |
| 2010  | Ironman Floride                | États-Unis     | Médaille d'or      | 8 h 15 min 59 s |
| 2010  | Embrunman                      | France         | Médaille d'argent  | 9 h 45 min 47 s |
| 2010  | Triathlon EDF Alpe d'Huez XL   | France         | Médaille d'or      | 5 h 56 min 33 s |
| 2009  | Ironman Autriche               | Autriche       | Médaille d'argent  | 8 h 14 min 18 s |
| 2009  | Embrunman                      | France         | Médaille de bronze | 9 h 51 min 31 s |
| 2009  | Challenge Kraichgau            | Allemagne      | Médaille d'argent  | 4 h 2 min 17 s  |